# Joaquim Nadal

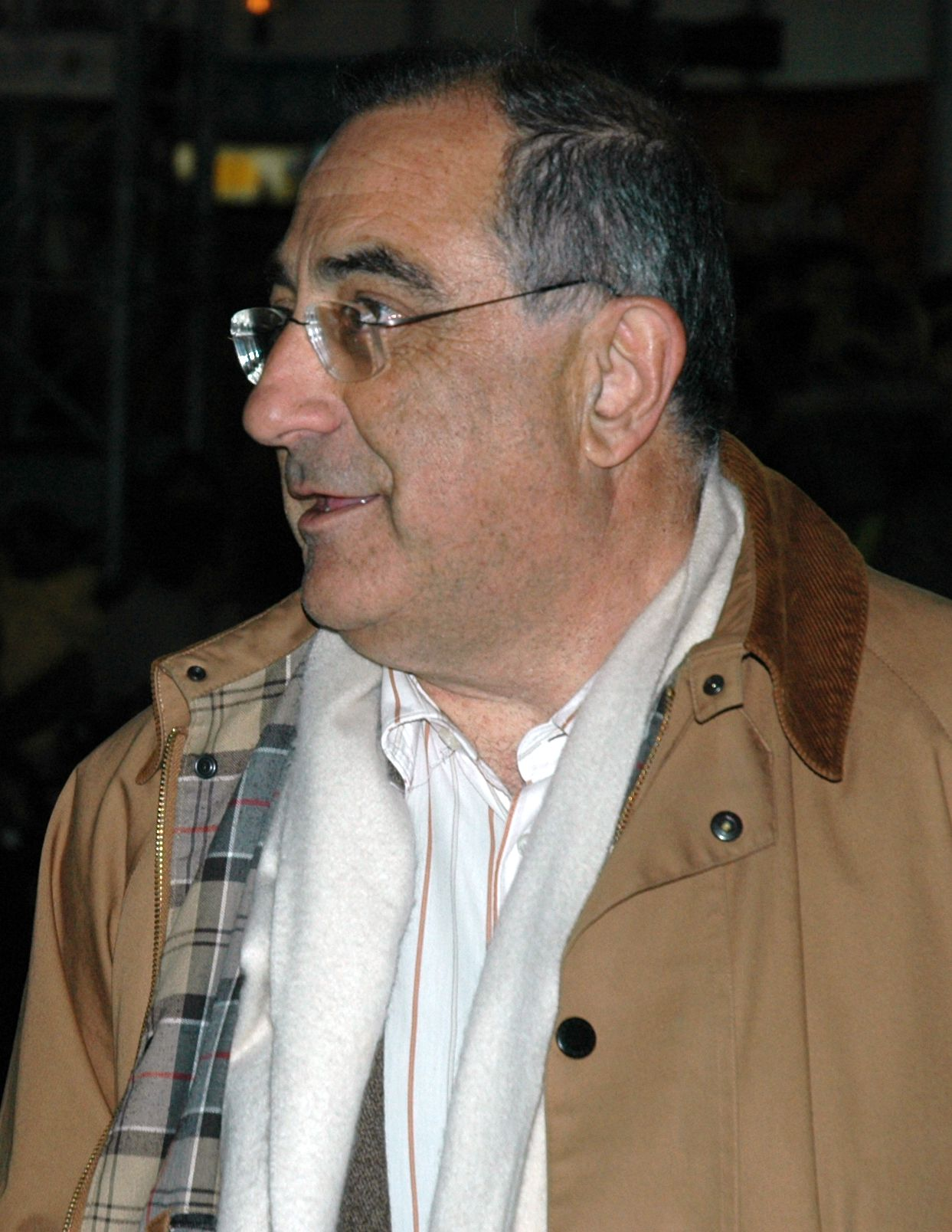
Joaquim Nadal

Joaquim Nadal i Farreras (nascido em 31 de janeiro de 1948, Girona) é um político e historiador catalão. Ele é um professor da Universidade de Girona, e foi Ministro de Política Territorial e Obras Públicas do Governo catalão, a Generalitat de Catalunya, entre dezembro de 2003 é dezembro de 2010.